# Yo quiero vivir contigo
Yo quiero vivir contigo, que en alemán se tituló Ich Möchte mit Dir leben y en España se exhibió como La gran aventura es una película en colores coproducción de Alemania y Argentina dirigida por Carlos Rinaldi según el guion de Ramón Gómez Macía y Enrique Amorim sobre la adaptación de Rodolfo Manuel Taboada que se estrenó el 25 de mayo de 1960 y que tuvo como protagonistas a Alberto de Mendoza, Susanne Cramer, Nelly Meden, Guillermo Battaglia y Enrique Serrano. Es una nueva versión del filme Yo quiero morir contigo y fue filmada parcialmente en Cataratas de Iguazú, Junín de los Andes y Bariloche. Al comienzo una leyenda advierte: “Conocer la Argentina es amarla plenamente”. Como camarógrafo colaboró el futuro director de fotografía y de cine Aníbal Di Salvo.

## Sinopsis
Una pareja recorre el país con el dinero destinado a pagar el rescate por un bebé secuestrado.

## Reparto
Intervinieron en el filme los siguientes intérpretes:
- Alberto de Mendoza …Mauricio del Solar
- Susanne Cramer …Laura
- Nelly Meden …Voz de Susanne Cramer
- Guillermo Battaglia …Oficial Martínez
- Enrique Serrano …Nicanor
- Gloria Guzmán …Isabel Reina
- Dringue Farías …Filemón Anchorena
- Jacques Arndt …Alemán
- Ariel Absalón ... Sr. Krieger
- Cristina Berys …Amante de Mauricio
- José Maurer …Hombre asesinado
- Clever Dusseau
- Aníbal Pastor
- Alberto Quiles …Comisario
- Roberto Bordoni
- Celia Geraldy …Mujer 2 en tren
- Eliseo Herrero …Conserje
- J. M. Cabrera
- Sara Benítez
- A. Rojo
- Aída Villadeamigo …Pasajera en tren
- Anita Larronde
- E. Pereira
- C. Salva
- A. Gobello
- Claudia Lapacó …Mujer en piscina
- Héctor Gancé …Hombre en piscina
- Zulma Grey …Mucama